# 徳田修造
徳田 修造（とくだ しゅうぞう、1930年2月3日 - ）は、日本の経営者。日本衛星放送(現在のWOWOW)社長、会長を務めた。

## 経歴
北海道出身。1953年に北海道大学工学部を卒業し、同年に郵政省に入省し、1984年7月には放送行政局長に就任。1985年6月をもって、退官し、1988年6月には日本衛星放送社長に就任し、1993年6月からは常任理事を務めた。1986年8月には日本ケーブルテレビ連盟理事長に就任。